# ENPI Info Centre
ENPI Info Centre est un centre d’information sur l’IEVP, l'Instrument européen de voisinage et de partenariat. 
Le site Internet www.enpi-info.eu a pour but de mieux faire connaître les relations de la UE avec les neuf pays partenaires de la Méditerranée et les six pays partenaires de l’Europe orientale. Il est riche de plus de 2 000 pages d'actualités et d'informations, en français, anglais, arabe et russe.

## Financement
Ce projet trisannuel est financé par l’Office de coopération EuropeAid, qui gère les programmes de coopération extérieure de l’UE, et a pour mission de traduire des décisions politiques en actions sur le terrain qui profitent aux pays partenaires et à leurs citoyens. Le projet est financé dans le cadre du Programme régional d’information et de communication d’EuropeAid. 

## Fonction
La vocation de ce projet est de mener des actions de sensibilisation pour mieux faire connaître et comprendre le Partenariat euro-méditerranéen (processus de Barcelone)  d’une part, et le Partenariat oriental d’autre part.
Le projet s’intéresse en particulier aux activités financées par l’Instrument européen de voisinage et de partenariat (IEVP), mécanisme financier qui permet de mettre en œuvre les décisions prises dans le cadre de la Politique européenne de voisinage (PEV)  Neighbourhood_Policy (en). 

## Partenaires
Les pays participant à l’IEVP sont les suivants :
- IEVP Sud  - Algérie, Égypte, Israël, Jordanie, Liban, Maroc, territoires palestiniens occupés, Syrie, Tunisie ;
- IEVP Est  - Arménie, Azerbaïdjan, Biélorussie, Géorgie, Moldavie, Ukraine, Russie.

L’IEVP finance en particulier quelque 40 projets et programmes dans la région sud, par le biais du programme de coopération régionale  d’EuropeAid, et un nombre équivalent dans la région Est. Des informations plus précises sur les projets et les programmes peuvent être consultées à la rubrique Projets Sud et Projets Est).